# ويليام هنري هاريسون موراي
ويليام هنري هاريسون موراي (بالإنجليزية: William Henry Harrison Murray)‏ هو عالم بيئة أمريكي، ولد في 1840، وتوفي في 1904.